# 지지 워드
지지 워드(ZZ Ward, 1986년 6월 2일 ~ )는 미국의 싱어송라이터이다.

## 같이 보기
- 대중음악의 별명 목록